# Leptomimus
Leptomimus is een geslacht van kevers uit de familie van de Curculionidae. Het geslacht werd voor het eerst wetenschappelijk beschreven door Herczek & Popov in 2010.

## Soorten
Het genus bevat de volgende soorten:

- Leptomimus delicatulus T.V.Wollaston, 1873
- Leptomimus fragilis T.V.Wollaston, 1873
- Leptomimus hybisci Voss, 1957
- Leptomimus jonasdamzeni Herczek & Popov, 2010
- Leptomimus longithorax Hustache, 1929
- Leptomimus posticedilatatus Hustache, 1929
- Leptomimus walshae Voss, 1957